# 吴季兰
吴季兰（1928年—2015年9月27日），男，浙江余姚人，中国放射化学家，曾任北京大学教授、博士生导师。

## 家庭
妻子王文清。